# Francistown
Francistown er en by i den østlige del af Botswana med et indbyggertal (pr. 2001) på cirka 113.000. Byen, der ligger tæt ved grænsen til nabolandet Zimbabwe, var tidligere centrum for en stor minedrift efter guld. 